# Brown Eyed Girl
Brown Eyed Girl är en låt skriven och lanserad av Van Morrison 1967. Den blev först tillgänglig på albumet Blowin' Your Mind! i maj 1967 och släpptes som hans debutsingel som soloartist i juni. Låten är en nostalgisk tillbakablick på ett avslutat kärleksförhållande. Den blev en hitsingel i USA och Kanada, medan mottagandet i Europa med undantag för Nederländerna var mer blygsamt. På grund av det kontrakt som Morrison skrivit på hos Bang Records har han dock aldrig själv erhållit några intäkter från låten.
Låten listades av magasinet Rolling Stone som #110 på listan The 500 Greatest Songs of All Time. Den finns även med på Rock and Roll Hall of Fames lista "500 låtar som skapade rock'n'roll".

## Listplaceringar
| Lista (1967)  | Position               |
| ------------- | ---------------------- |
| Kanada        | 13 (RPM)               |
| Nederländerna | 12                     |
| USA           | 10 (Billboard Hot 100) |